# Xã Hopewell, Quận Seneca, Ohio
Xã Hopewell (tiếng Anh: Hopewell Township) là một xã thuộc quận Seneca, tiểu bang Ohio, Hoa Kỳ. Năm 2010, dân số của xã này là 2.774 người.